# Литл Джо (ракеты)
«Литл Джо» (англ. Little Joe) — семейство американских ракет-носителей: «Литл Джо» и «Литл Джо II».

## Литл Джо
Предназначена только для суборбитальных полётов в рамках программы Меркурий, главным образом для отработки системы аварийного спасения (САС) космического корабля (капсулы). Представляет из себя группу из 4-6-8 твердотопливных двигателей, обеспечивающих большую начальную скорость, собранных в пакет под аэродинамическим обтекателем со стабилизаторами. Запуск был почти вертикальным и неуправляемым. Ракета была недорогим средством тестирования САС полномасштабных моделей космического корабля (капсулы) в самых критических фазах полета: старт и аварийное прекращение полёта на различных скоростях и высотах, с использованием парашютной системы для мягкой посадки. Такая ракета могла поднять капсулу с астронавтом на высоту 180 км (100 миль). Первоначально задумывалась как универсальная военная ракета, на 1960-е годы. Было осуществлено лишь восемь запусков по программам НАСА.

### Спецификация
- Литл Джо
  - Тяга: 1044 кН
  - Высота: 15,2 м
  - Диаметр: 2,03 м
  - Размах стабилизаторов: 6,5 м
  - Масса: 12700 кг
  - Топливо: твердое
  - Время работы двигателя: ~40 сек

- Recruit rocket (Thiokol XM19)
  - Тяга: 167 кН
  - Высота: 2,7 м
  - Диаметр: 0,23 м
  - Масса: 159,0 кг
  - Топливо: твердое
  - Время работы двигателя: ~1,53 сек

- Castor rocket (Thiokol XM33) 
  - Тяга: 259 кН
  - Высота: 6,04 м
  - Диаметр: 0,79 м
  - Вес: 4,424 кг
  - Топливо: твердое
  - Время работы двигателя: ~37 сек

### Таблица всех запусков «Литл Джо» (попрограмме «Меркурий»)
| № | Дата запуска    | Название корабля | Масса, кг | Примечания                                                                            |
| - | --------------- | ---------------- | --------- | ------------------------------------------------------------------------------------- |
| 1 | 21 августа 1959 | LJ-1             | -         | Старт не состоялся. За полчаса до старта пиротехника вынесла капсулу на высоту 600 м. |
| 2 | 4 октября 1959  | LJ-6             | -         |                                                                                       |
| 3 | 4 ноября 1959   | LJ-1A            | -         | Аварийный пуск                                                                        |
| 4 | 4 декабря 1959  | LJ-2             | -         |                                                                                       |
| 5 | 21 января 1960  | LJ-1B            | -         |                                                                                       |
| 6 | 8 ноября 1960   | LJ-5             | -         | Аварийный пуск                                                                        |
| 7 | 18 марта 1961   | LJ-5A            | -         |                                                                                       |
| 8 | 28 апреля 1961  | LJ-5B            | -         | Аварийный пуск                                                                        |

## Литл Джо II
.
Литл Джо II был американской ракетой-носителем, использованной в пяти суборбитальных беспилотных испытательных пусках системы аварийного спасения (САС) и проверки работы парашютов командного модуля для космического корабля Аполлон в 1963-1966 гг. Стартовали в Нью-Мексико, это была самая маленькая из четырёх ракет-носителей (LD-2, Сатурн-1, Сатурн-1Б и Сатурн-5), используемых в программе «Аполлон».

### Спецификация
- Литл Джо II
  - Тяга: 1 766 кН
  - Высота: 10,1 м без полезной нагрузки и САС
  - Высота: 26,2 м с полезной нагрузкой и САС
  - Диаметр: 3,9 м
  - Размах стабилизаторов: 8,7 м
  - Масса сухая: 25900 кг
  - Масса снаряженная: до 80300 кг
  - Топливо: твердое
  - Время работы двигателя: ~50 сек

- Algol engine
  - Тяга: 465 кН
  - Высота: 9,1 м
  - Диаметр: 1,0 м
  - Масса сухой: 1 900 кг
  - Масса снаряженная: до 10 180 кг
  - Топливо: твердое
  - Время работы двигателя: ~40 сек

- Recruit engine (Thiokol XM19)
  - Тяга: 167 кН
  - Высота: 2,7 м
  - Диаметр: 0,23 м
  - Масса: 159 кг
  - Топливо: твердое
  - Время работы двигателя: ~1,53 сек

### Таблица всех запусков «Литл Джо II» (попрограмме «Аполлон»)
| № | Спутник     | Дата запуска         | Масса кг | Компоновка | Примечания                          |
| - | ----------- | -------------------- | -------- | ---------- | ----------------------------------- |
| 1 | QTV-1       | 28 августа 1963 года | 25 930,0 | 6-1-0      | Суборбитальный полет, высота 8 км.  |
| 2 | Аполлон 001 | 13 мая 1964 года     | 26 281,0 | 6-1-0      | Суборбитальный полет, высота 5 км.  |
| 3 | Аполлон 002 | 8 декабря 1964 года  | 42 780,0 | 4-2-0      | Суборбитальный полет, высота 5 км.  |
| 4 | Аполлон 003 | 19 мая 1965 года     | 80 372,0 | 0-3-3      | Аварийный запуск, высота 6 км.      |
| 5 | Аполлон 004 | 20 января 1966 года  | 63 381,0 | 5-2-2      | Суборбитальный полет, высота 23 км. |

#### Компоновка
- Литл Джо II (6-1-0) — 6 Recruit + 1 Algol-1D
- Литл Джо II (4-2-0) — 4 Recruit + 2 Algol-1D
- Литл Джо II (5-2-2) — 5 Recruit + 2 Algol-1D + 2 Algol-1D
- Литл Джо II (0-3-3) — 0 Recruit + 3 Algol-1D + 3 Algol-1D